# Ивановка (Волошинское сельское поселение)
Ивановка — хутор в Родионово-Несветайском районе Ростовской области.
Входит в состав Волошинского сельского поселения.

## География
На хуторе имеются две улицы — Волкова и Магистральная.

## Население
| 2010 |
| ---- |
| 41   |